# ベリーズ珊瑚礁保護区

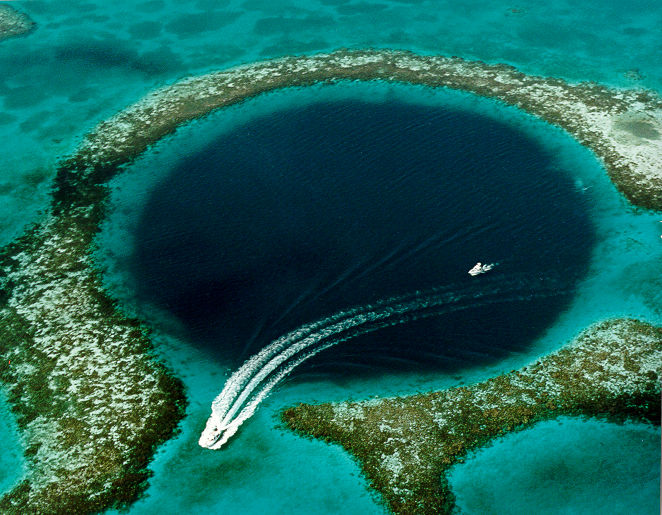
グレート・ブルーホール

ベリーズ珊瑚礁保護区（ベリーズさんごしょうほごく）は、ベリーズにある世界第2位の広さの珊瑚礁。1996年、ユネスコの世界遺産（自然遺産）に登録された。

## 概要
一帯にはメソアメリカ堡礁システムに属する堡礁のほか、環礁、砂浜、マングローブ、ラグーン、三角江、海草の藻場が多く、珊瑚礁でできた小島のキーが150以上ある。その中でもライトハウス・リーフは、直径313mあるグレート・ブルーホールが特に有名。周辺にはイルカが住みついていて、初心者でもシュノーケリングでイルカと一緒に泳ぐことができる。また、海域と近海にアオウミガメ、タイマイ、アカウミガメ、アメリカマナティー、アメリカワニ、ヒラシュモクザメ、ハタなども生息しており、ライトハウス・リーフにはウミガメが産卵しにやってくるほか、アカアシカツオドリはハーフムーン・キーに、カツオドリはマン・オー・ウォー・キーに、クロアジサシはグローバーズ・リーフにそれぞれ大きなコロニーがある。
他には魚類、イシサンゴ、ヒドロ虫、軟体動物、海綿動物、海洋蠕虫類、甲殻類、ユカタン半島の鳥類、島嶼生活のトカゲ、尾索動物も多く生息しており、バカラル・チコ国立公園および海洋保護区にはジャガー、グローバーズ・リーフにはミサゴも見られる。

### ベリーズ珊瑚礁保護区の一覧
国立公園
Bacalar Chico National Park
Marine Reserve, Laughing Bird Caye National Park
天然記念物
Half Moon Cay Natural Monument
Blue Hole Natural Monument
種と生息地管理地域
Glovers Reef Marine Reserve
South Water Cay Marine Reserve
Sapodilla Cayes Marine Reserve

## 世界遺産

### 登録基準
この世界遺産は世界遺産登録基準のうち、以下の条件を満たし、登録された（以下の基準は世界遺産センター公表の登録基準からの翻訳、引用である）。
- (7) ひときわすぐれた自然美及び美的な重要性をもつ最高の自然現象または地域を含むもの。
- (9) 陸上、淡水、沿岸および海洋生態系と動植物群集の進化と発達において進行しつつある重要な生態学的、生物学的プロセスを示す顕著な見本であるもの。
- (10) 生物多様性の本来的保全にとって、もっとも重要かつ意義深い自然生息地を含んでいるもの。これには科学上または保全上の観点から、すぐれて普遍的価値を持つ絶滅の恐れのある種の生息地などが含まれる。

### 危機遺産
周辺のマングローブ林の伐採や、過度の観光開発による環境の悪化から、2009年に危機にさらされている世界遺産(危機遺産)リストに登録された。2018年にリストから除去された。